# Cinzio Capello
Cinzio Capello (zm. 1182) – włoski kardynał.
Pochodził prawdopodobnie z Rzymu i według inskrypcji w rzymskim kościele S. Giacomo Settignano na Zatybrzu był spokrewniony z rzymskim rodem arystokratycznym Papareschi, z którego wywodził się papież Innocenty II. Nominację kardynalską otrzymał w marcu 1158 roku od papieża Hadriana IV. Podpisywał bulle papieskie kolejno jako kardynał-diakon Świętego Kościoła Rzymskiego (19 marca 1158), kardynał-diakon S. Adriano (16 maja 1158 – 6 września 1178) i kardynał-prezbiter S. Cecilia (1 października 1178 – 18 czerwca 1182). W trakcie podwójnej elekcji w 1159 udzielił poparcia papieżowi Aleksandrowi III i następnie działał jako jego legat na Węgrzech w latach 1160-1161, razem z kardynałem Giulio z Palestriny. We wrześniu 1178 przyjął święcenia kapłańskie. Brał udział w papieskiej elekcji 1181.